# VE 16 SO

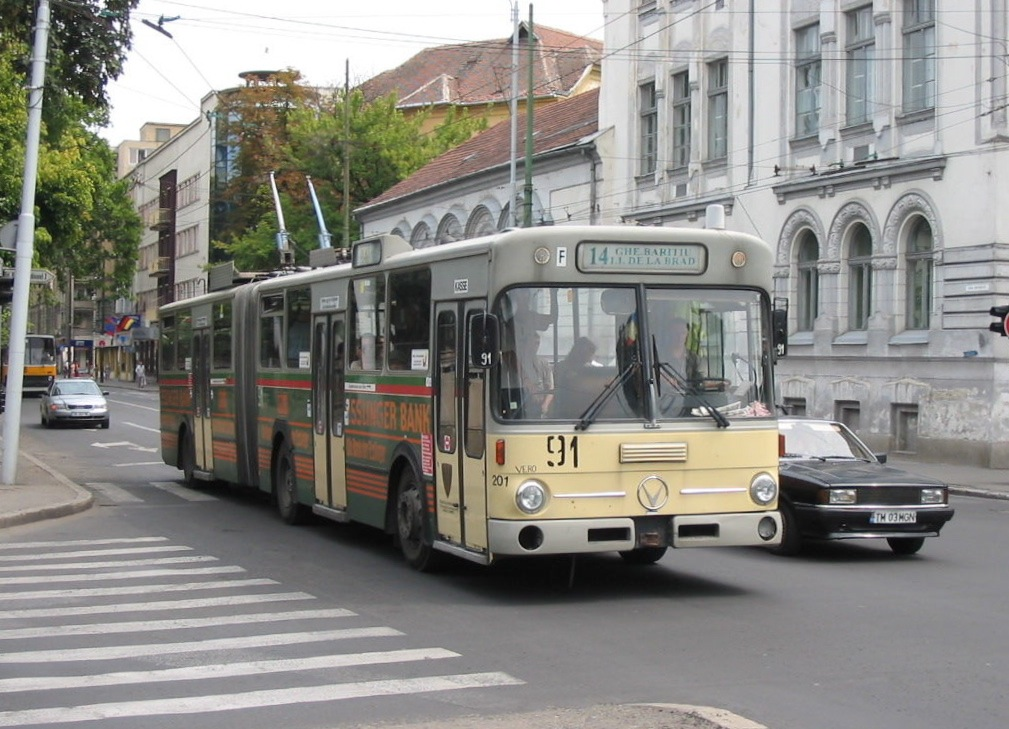
Vetter-Obus 201 (neue Nummer 91) mit alter Lackierung in Timișoara

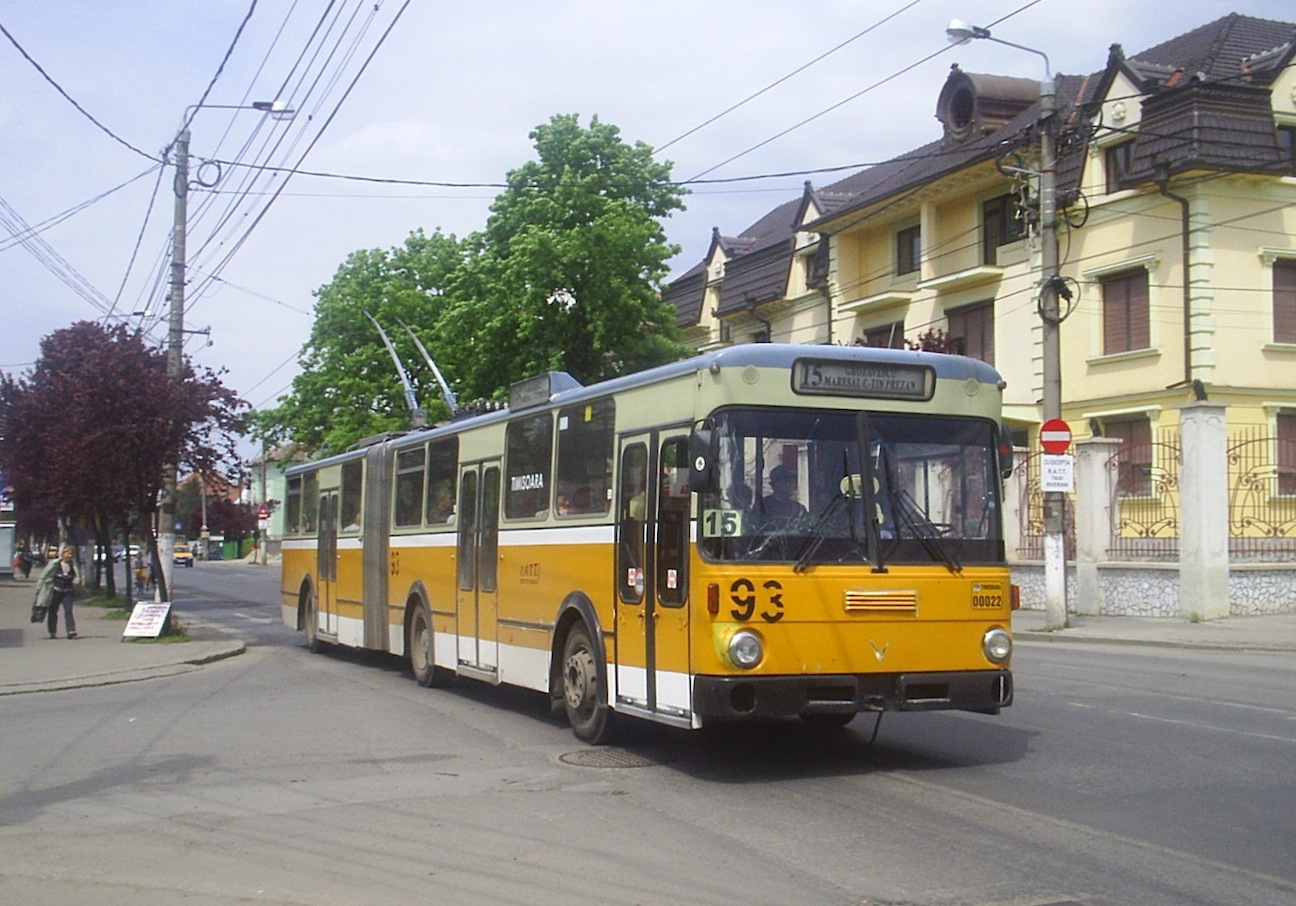
Vetter-Obus 203 (neue Nummer 93) mit neuer Lackierung in Timișoara

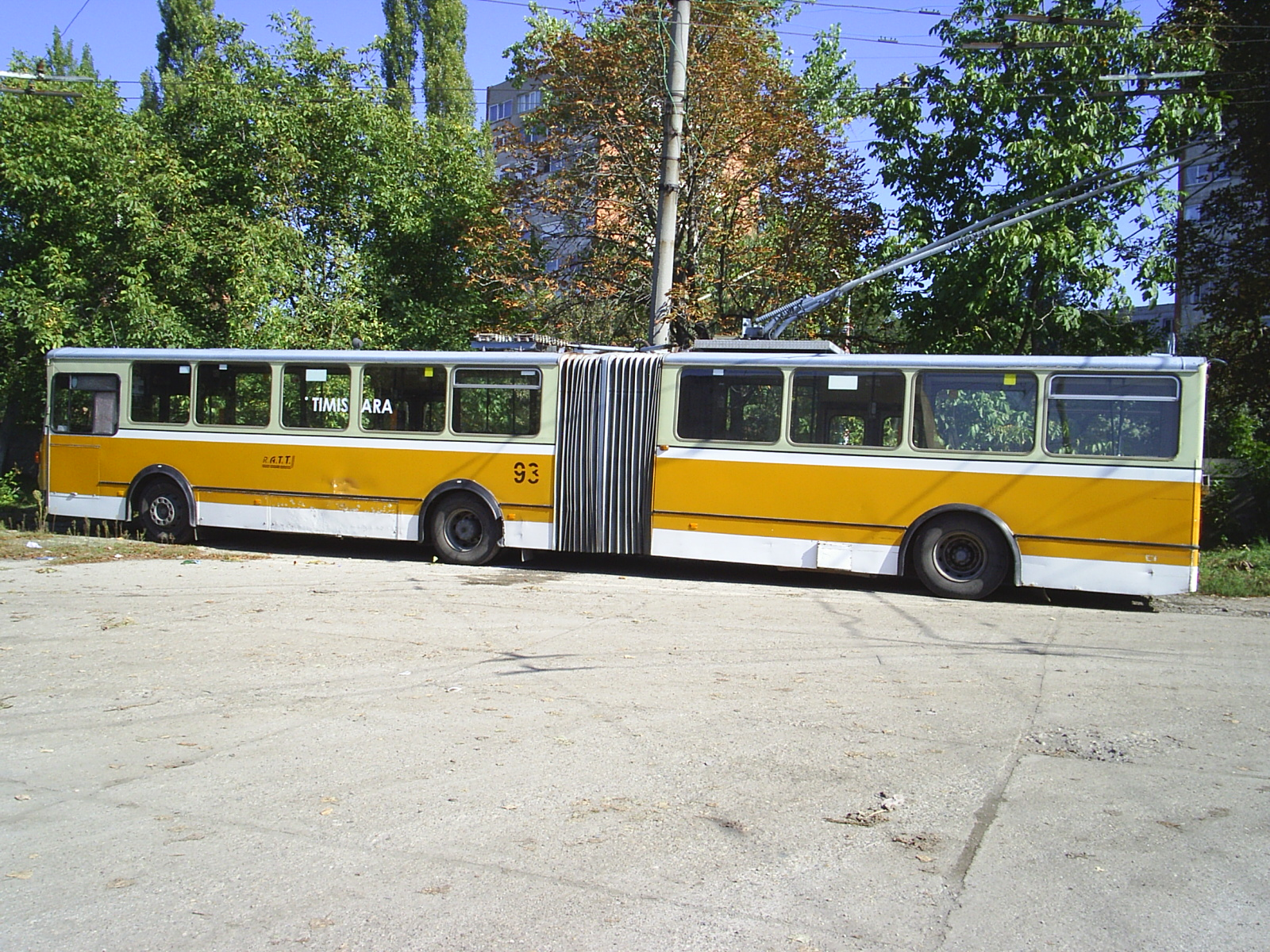
Türlose Seite

VE 16 SO ist die Bezeichnung für einen ehemaligen deutschen Oberleitungsbus-Typ des Unternehmens Walter Vetter Karosserie- und Fahrzeugbau aus Fellbach. Die Baureihe basierte auf dem Konzept des VÖV-Standardlinienbusses der ersten Generation im Allgemeinen sowie auf dem Typ Mercedes-Benz O 305 G im Speziellen. Die Typenbezeichnung der Gelenkwagen beinhaltete das Kürzel des Herstellers VEtter, die Länge von 16 Metern und die Gattungsbezeichnung Standard-Oberleitungsbus. Die elektrische Ausrüstung wurde vom Unternehmen Kiepe Elektrik zugeliefert.

## Geschichte
Es entstanden nur vier Fahrzeuge vom Typ VE 16 SO, sie wurden in den Jahren 1982 und 1986 (jeweils zwei Exemplare) exklusiv für den Oberleitungsbus Esslingen am Neckar hergestellt. Dort wurden sie unter den Betriebsnummern 201 bis 204 in den Bestand eingereiht.
Bereits im April 1995 wurde Wagen 202 außer Betrieb genommen und an die russische Stadt Wologda abgegeben wo er die neue Nummer 149 erhielt. 2000 schieden auch die drei verbliebenen Fahrzeuge aus dem Bestand, sie kamen zum Oberleitungsbus Timișoara in Rumänien. Mittlerweile wurden alle vier Wagen von ihren Zweitbesitzern ausgemustert, bei den drei Wagen in Timișoara war dies 2008 der Fall.